# Khmer Birodalom
A Khmer Birodalom fejlett kultúrájú és jelentős katonai erejű nagyhatalom volt a középkorban a mai Kambodzsa területén a 9. század és a 15. század között, amely története során gyakran uralta vagy hűbéresévé tette a mai Laosz, Thaiföld és Vietnám területeit is. 
Történetét hagyományosan 802-től számítják, amikor II. Dzsajavarman deklarálta, hogy felveszi a Csakravartim címet és ezzel egyben kinyilvánította az uralma alatt álló területek függetlenségét az északabbra fekvő Csenla királyságtól, amelynek elődei hűbéresei voltak.
A Khmer Birodalom leghíresebb öröksége Angkor, amely a birodalom fénykorában a khmerek fővárosa volt. Angkor a birodalom gazdagságának és hatalmának és változó vallásának jegyeit viseli. A birodalomban volt hivatalos vallás a hinduizmus, a mahájána buddhizmus, majd a 13. században Srí Lankából a théraváda buddhizmust vette át. 
A korszakból csak kőbe vésett írásos feljegyzések maradtak fenn. A birodalom életét ezekből, a templomok falain fennmaradt képekből, illetve kínai diplomaták, kereskedők és utazók feljegyzéseiből ismerjük.
A 14. századtól a birodalmat egyre erősödő támadások érték a thaiföldi Ajutthaja Királyságtól. 1431-ben elesett Angkor. A khmer birodalom maradékai ezután még néhány évtizedig léteztek. Az utolsó ismert khmer uralkodó Ponhea Jat volt (1462-ig). Angkort fokozatosan elhagyták lakói.